# Gliadină

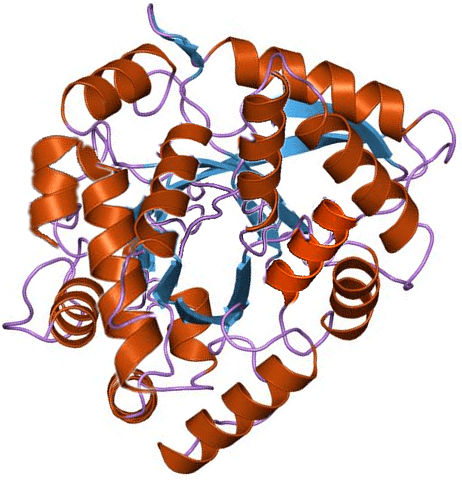
Structură tridimensională

Gliadinele sunt proteine vegetale care se găsesc în semințele cerealelor (grâu, porumb etc.) formate în cea mai mare parte din prolină și acid glutamic.
Solubile în soluții saline, în alcool de 70%, în alcalii, insolubile în apă, gliadinele se numără printre principalii componenți ai glutenului.
Poartă nume diferite după cereala în care se găsesc: gliadină propriu-zisă în grâu, hordeină în orz, zeină în porumb.
Acest articol conține text din Dicționarul enciclopedic român (1962-1966), aflat acum în domeniul public.